# San Juan Diuxi
San Juan Diuxi là một đô thị thuộc bang Oaxaca, México. Năm 2005, dân số của đô thị này là 1280 người.